# Witali Jurjewitsch Schulakow
Witali Jurjewitsch Schulakow (russisch Виталий Юрьевич Шулаков; * 9. Mai 1983 in Angarsk, Russische SFSR) ist ein russischer Eishockeyspieler.

## Karriere
Witali Schulakow begann seine Karriere als Eishockeyspieler in der Nachwuchsabteilung von Lokomotive Jaroslawl, in der er bis 2000 aktiv war. Anschließend verbrachte der Verteidiger zwei Jahre bei Samorodok Chabarowsk aus der drittklassigen Perwaja Liga, ehe er einen Vertrag bei dessen Lokalrivalen Amur Chabarowsk erhielt. Dort kam er in seiner ersten Spielzeit zunächst ebenfalls nur für dessen zweite Mannschaft in der Perwaja Liga zum Einsatz, verbrachte den Großteil der Spielzeit aber schließlich bei Energija Kemerowo in der zweitklassigen Wysschaja Liga. In der Saison 2003/04 stand der Linksschütze parallel für Amurs Profimannschaft in der Superliga, sowie den Zweitligisten Gasowik Tjumen auf dem Eis, wobei er nur sechs Mal für Amur in der Superliga antrat und insgesamt 36 Mal für Gasowik in der Wysschaja Liga.
Nach dem Abstieg Chabarowsks aus der Superliga gelang es Schulakow, sich einen Stammplatz in der Zweitligamannschaft zu erkämpfen und mit 20 Scorerpunkten bei 58 Einsätzen als offensiver Verteidiger auf sich aufmerksam zu machen. Zu Beginn der Saison 2005/06 nahm ihn dann der HK Spartak Moskau aus der Superliga unter Vertrag, allerdings verließ er die Hauptstädter schon nach einem Jahr wieder, um zu Amur Chabarowsk zurückzukehren, das in der Zwischenzeit den Wiederaufstieg in die Superliga erreicht hatte. Ab der Saison 2008/09 nahm Schulakow mit seiner Mannschaft an der neu gegründeten Kontinentalen Hockey-Liga teil. 2012 wechselte er nach sechs Jahren Vereinszugehörigkeit innerhalb der KHL zu Salawat Julajew Ufa, verließ den Verein jedoch nach wenigen Monaten im Januar 2013 in Richtung Neftechimik Nischnekamsk.
Im Mai 2014 wurde er vom KHL-Rückkehrer HK Lada Toljatti unter Vertrag genommen.

## Erfolge und Auszeichnungen
- 2011 KHL-Verteidiger des Monats Oktober

## KHL-Statistik
(Stand: Ende der Saison 2010/11)